# Satélite pastor
Los satélites pastores son lunas pequeñas de los planetas gigantes cuya influencia gravitatoria confina el material en algunos anillos planetarios limitando regiones muy estrechas. El material del anillo que orbita cerca del satélite pastor es normalmente enviado de nuevo sobre el anillo, mientras que otra parte del material del anillo es expulsado hacia el exterior o termina cayendo sobre el satélite pastor.

## Principales satélites pastores en el sistema solar

### Metis y Adrastea
Metis y Adrastea pastorean uno de los anillos interiores de Júpiter. Al estar ambos satélites en el interior del límite de Roche del planeta es posible que el material del anillo provenga de los propios satélites ya que éstos se encuentran en condiciones cercanas a la ruptura por los efectos de marea de Júpiter.

### Pandora y Prometeo

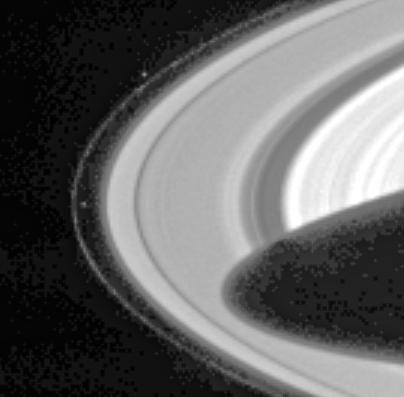
Imagen de Pandora y Prometeo custodiando el anillo F de Saturno.

Pandora y Prometeo son dos satélites irregulares de Saturno que confinan gravitacionalmente el anillo F. La influencia gravitatoria de ambos confinan el anillo F en una fina franja de material. Pandora es el satélite exterior y Prometeo, algo más grande, el satélite interior.
La mayoría de los huecos en los anillos de Saturno están causados por la presencia de satélites pastores. Mimas, por ejemplo, es responsable de la existencia del mayor de ellos, la división de Cassini. También Atlas es un satélite pastor del anillo A de Saturno.

### Cordelia y Ofelia

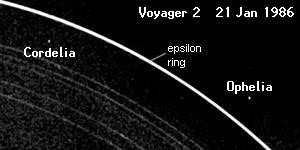
Imagen del Voyager 2 tomada el 21 de enero de 1986.

Cordelia y Ofelia actúan como satélites pastores interior y exterior respectivamente del anillo épsilon de Urano. 

### Galatea en Neptuno
La luna Galatea de Neptuno parece ser responsable de mantener en su sitio al anillo Adams pues viaja unos pocos kilómetros por debajo de él. Es posible que el resto de los anillos estén pastoreados por otros satélites aún no descubiertos.

## Satélites pastores y divisiones en los anillos

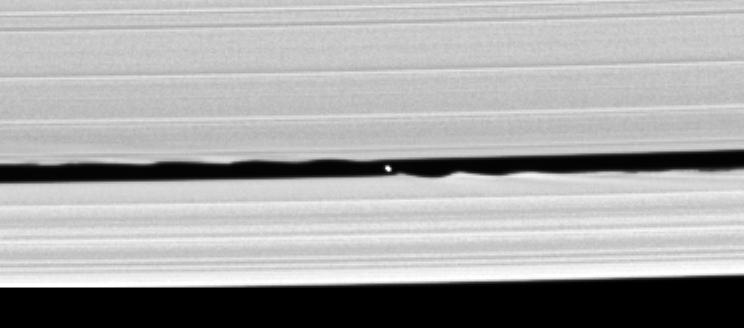
Imagen del satélite Dafte (S/2005 S 1) obtenida por la sonda Cassini mostrando las ondas inducidas en los bordes de la división Keeler.

Aparte de mantener a los anillos en su sitio, los satélites pastores también pueden causar las divisiones observadas en los anillos. Así en el Anillo A de Saturno la división Encke está causada por el satélite Pan y la división Keeler está causada por el satélite Dafne (S/2005 S 1).

## Funcionamiento de los satélites pastores en los anillos
¿Cómo los satélites pastores producen la conducción gravitatoria o encarrilamiento de las partículas? Veamos cómo el satélite pastor limpia la zona por la que él circula.

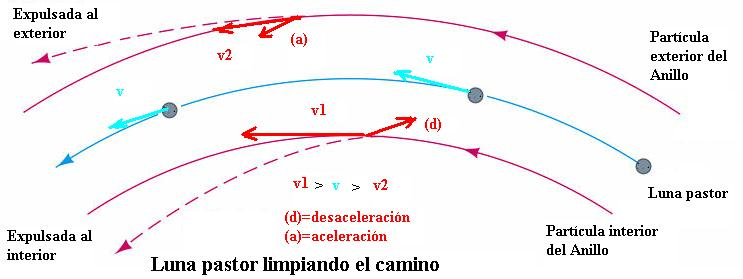
El satélite pastor acelera a la partícula exterior que sube a una
órbita superior y frena a la interior que baja a una órbita más baja. Se abre así un camino cuya anchura depende de la masa del satélite pastor.

- Supongamos dos partículas representativas en órbita alrededor de un planeta una interior a la órbita de un satélite pastor y otra exterior a la órbita de dicho satélite. Según las leyes físicas, la partícula interior se mueve más rápidamente que el pequeño satélite, que, a su vez, lo hace más deprisa que la partícula exterior. Así, al pequeño satélite lo está adelantando la partícula interior, al tiempo que él rebasa a la partícula exterior. Cada partícula es atraída hacia el satélite pastor por la acción gravitatoria de éste; de ahí que la partícula interior es frenada por el satélite pastor mientras la exterior es acelerada por el satélite pastor. El tirón gravitatorio neto que el satélite ejerce sobre la partícula exterior tiene la dirección del movimiento orbital de esta partícula, que pasa, así, a una órbita más alta. A la inversa, el tirón que el pequeño satélite ejerce sobre la partícula interior se opone a la dirección del movimiento orbital, y esta partícula cae a una órbita más baja. En definitiva, el pequeño satélite limpia una banda a uno y otro lado de su trayectoria. Cuanto mayor sea la masa del satélite, más ancha será la banda.

- La misma explicación sirve para que un satélite pastor exterior a un anillo lo mantenga confinado. La partícula en este caso interior será frenada y caerá a una órbita más baja. El satélite pastor impide que las partículas del anillo se acerquen a él.

- La misma explicación sirve para justificar que un par de satélites pastores confinan un anillo. El satélite pastor interior acelera las partículas del anillo y las hace subir a una órbita superior mientras el satélite pastor exterior frena las partículas del anillo y les hace bajar a una órbita inferior.